# Guitarfinish
Et guitarfinish definerer en lakering af en guitar eller en bas. 
Et finish kan blandt andet være lakeringen sunburst eller heritage cherry.